# Presidente del Folketing
Il presidente del Folketing è il capo del parlamento danese (Folketing). La funzione è stata istituita nel 1850, l'anno successivo all'adozione della Costituzione. Il presidente fa anche parte del presidium del Folketing, che guida i lavori del Folketing. L'Ufficio di presidenza viene eletto all'inizio di ogni sessione parlamentare ed è composto da un presidente e fino a quattro vicepresidenti dei quattro maggiori partiti del Folketing, oltre al partito del presidente. Il presidente del Folketing è anche il capo dell'amministrazione del Folketing, che ha circa 400 dipendenti.
L'attuale presidente del Folketing è Henrik Dam Kristensen dei Socialdemocratici.